# Qermez Dere
Koordinaten: 36° 31′ 0″ N, 42° 50′ 0″ O
Qermez Dere ist eine kleine frühneolithische Siedlung am nordwestlichen Stadtrand von Tal Afar im heutigen Irak. Sie wurde Ende der 1980er Jahre von Archäologen im Rahmen einer Rettungsgrabung erforscht, nachdem die archäologischen Befunde durch Straßenbauarbeiten beschädigt worden waren.
Die Siedlung von Qermez Dere maß etwa 100 × 60 m und bildete einen Kulturschutthügel von weniger als 2 m Höhe. Innerhalb der Siedlung ließen sich zwei Funktionsbereiche unterscheiden. So fanden sich im zentralen sowie östlichen Teil der Ortschaft vor allem roter Ton, kaum Architekturreste, dafür jedoch Mahlsteine. In den übrigen Bereichen fand sich hingegen sehr viel mehr Kulturschutt.
Es gelang dem Team, ein Gebäude komplett freizulegen. Dieses war ein eingetieftes einräumiges Haus, dessen Ecken abgerundet waren.